# رئيس بوروندي
رئيس بوروندي هو المنصب الأعلى في جمهورية بوروندي منذ الإطاحة بالحكم الملكي حيث كان يحكمها حتى عام 1966 الملك نتاري الخامس.

## قائمة رؤساء بوروندي
الأحزاب السياسية
الرموز
†  توفي في المنصب
| No. | الصورة                   | الاسم (الميلاد–الوفاة)              | الانتخابات      | الفترة         | الفترة                  | الفترة             | الإثنية العرقية ‏ | الحزب السياسي | الحزب السياسي                                                    | رئيس الوزراء                                                     | مراجع         |
| No. | الصورة                   | الاسم (الميلاد–الوفاة)              | الانتخابات      | استلم المنصب   | ترك المنصب              | المدة              | الإثنية العرقية ‏ | الحزب السياسي | الحزب السياسي                                                    | رئيس الوزراء                                                     | مراجع         |
| --- | ------------------------ | ----------------------------------- | --------------- | -------------- | ----------------------- | ------------------ | ---------------- | ------------- | ---------------------------------------------------------------- | ---------------------------------------------------------------- | ------------- |
| 1   | Michel Micombero         | ميشيل ميكومبيرو (1940–1983)         | —               | 28 نوفمبر 1966 | 1 نوفمبر 1976 (أطيح به) | 9 سنوات و339 أيام  | توتسي            |               | اتحاد التقدم الوطني ‏ / Military                                  | Nyamoya                                                          | [ 2 ]         |
| 2   | Jean-Baptiste Bagaza     | جون-باتيست باغازا (1946–2016)       | 1984 ‏           | 1 نوفمبر 1976  | 3 سبتمبر 1987 (أطيح به) | 10 سنوات و306 أيام | توتسي            |               | اتحاد التقدم الوطني ‏ / Military                                  | Nzambimana                                                       | [ 3 ]         |
| 3   | Pierre Buyoya            | بيير بويويا (1949–2020)             | —               | 3 سبتمبر 1987  | 10 يوليو 1993           | 5 سنوات و310 أيام  | هوتو             |               | اتحاد التقدم الوطني ‏ / Military                                  | Sibomana                                                         | [ 4 ]         |
| 4   | Melchior Ndadaye         | ملشيور ندادايي (1953–1993)          | 1993 ‏           | 10 يوليو 1993  | 21 أكتوبر 1993 (اغتيل)  | 103 أيام           | هوتو             |               | Front for Democracy in Burundi                                   | سيلفي كينيغي                                                     | [ 5 ]         |
| —   |                          | فرنسوا نغيز (مواليد 1953)           | —               | 21 أكتوبر 1993 | 27 أكتوبر 1993          | 6 أيام             | هوتو             |               | اتحاد التقدم الوطني ‏ / Military                                  | —                                                                | [ 5 ]         |
| —   | Sylvie Kinigi            | سيلفي كينيغي (مواليد 1953)          | —               | 27 أكتوبر 1993 | 5 فبراير 1994           | 101 أيام           | توتسي            |               | اتحاد التقدم الوطني ‏                                             | هو نفسه                                                          | [ 7 ]         |
| 5   | Cyprien Ntaryamira       | سيبريان نتارياميرا (1955–1994)      | 1994            | 5 فبراير 1994  | 6 أبريل 1994 (اغتيل)    | 60 أيام            | هوتو             |               | Front for Democracy in Burundi                                   | كينيجي Kanyenkiko                                                | [ 8 ]         |
| 6   | Sylvestre Ntibantunganya | سلفستر نتيبانتونغانيا (مواليد 1956) | —               | 6 أبريل 1994   | 1 أكتوبر 1994           | 2 سنوات و110 أيام  | هوتو             |               | اتحاد التقدم الوطني ‏                                             | كانينكيكو Nduwayo                                                | [ 5 ]         |
| 6   | Sylvestre Ntibantunganya | سلفستر نتيبانتونغانيا (مواليد 1956) | 1994            | 1 أكتوبر 1994  | 25 يوليو 1996 (أطيح به) | 2 سنوات و110 أيام  | هوتو             |               | اتحاد التقدم الوطني ‏                                             | كانينكيكو Nduwayo                                                | [ 5 ]         |
| (3) | Pierre Buyoya            | بيير بويويا (1949–2020)             | —               | 25 يوليو 1996  | 11 يونيو 1998           | 6 سنوات و279 أيام  | هوتو             |               | اتحاد التقدم الوطني ‏                                             | Ndimira                                                          | [ 4 ]         |
| (3) | Pierre Buyoya            | بيير بويويا (1949–2020)             | —               | 11 يونيو 1998  | 30 أبريل 2003           | 6 سنوات و279 أيام  | هوتو             | ألغي المنصب   | اتحاد التقدم الوطني ‏                                             |                                                                  | [ 4 ]         |
| 7   | Domitien Ndayizeye       | دوميتيان ندايزيي (مواليد 1951)      | —               | 30 أبريل 2003  | 26 أغسطس 2005           | 2 سنوات و118 أيام  | هوتو             | ألغي المنصب   |                                                                  | Front for Democracy in Burundi                                   | [ 9 ]         |
| 8   | Pierre Nkurunziza        | بيير نكورونزيزا (1964–2020)         | 2005 ‏ 2010 2015 | 26 أغسطس 2005  | 8 يونيو 2020 [†]        | 14 سنوات و287 أيام | هوتو             | ألغي المنصب   |                                                                  | المجلس الوطني للدفاع عن الديمقراطية – قوات الدفاع عن الديمقراطية | [ 10 ] [ 11 ] |
| 9   | Evariste Ndayishimiye    | إيفاريست ندايشيميي (مواليد 1968)    | 2020            | 18 يونيو 2020  | في المنصب               | 5 سنوات و60 أيام   | هوتو             |               | المجلس الوطني للدفاع عن الديمقراطية – قوات الدفاع عن الديمقراطية | آلان غيوم بونيوني جيرفيه نديراكوبوكا                             | [ 12 ]        |